# 奥嶋ひろまさ
奥嶋 ひろまさ（おくじま ひろまさ、1982年3月23日 - ）は、日本の漫画家。兵庫県三木市出身。三木市立緑が丘東小学校・三木市立緑が丘中学校・兵庫県立三木北高等学校・専門学校アートカレッジ神戸卒。

## 来歴
小学校の頃より漫画家を志し、高校在学中に漫画作品を応募し始めた。20歳で上京し、2002年から2005年まで猿渡哲也のアシスタントを務めたのち、2007年に『SHOUT!』で漫画家デビューを果たす。約2年を経て同作品の連載が終了したのち、2009年より『ランチキ』を連載開始している。

## 人物
- 尊敬する人は猿渡哲也で、一番好きな漫画家は井上雄彦[2]だという。
- 「治虫」と名付けたネコを飼っている[3]という。
- 血液型はB型、身長176cm[4]と自称している。
- 趣味は映画鑑賞、格闘技観戦、フジロックフェスティバル、古着収集、ブラックバス釣り等[5]。
- ヤンキー漫画を描いているが、ヤンキーではない[6]。

## 作品リスト

### 連載
- SHOUT!（少年画報社『ヤングキング』2007年2月26日 - 2009年1月26日、全6巻）
- ランチキ（秋田書店『月刊少年チャンピオン』2009年6月6日（7月号） - 2012年8月6日（9月号）、全10巻）
- STAY GOLD（少年画報社『月刊ヤングキング』2011年3月19日（5月号[7]） - →『ヤングキング』2011年8月8日（17号[8]） - 2012年3月13日（7号[9]）、全1巻）
- ばぶれもん（白泉社『ヤングアニマル』2012年6月22日（13号[10]） - 2013年2月22日（4号）、全1巻[注釈 1]）
- アキラNo.2（英語版）（少年画報社『ヤングキング』2012年8月12日（17号[11]） - 2014年11月25日（24号）、全6巻/新装版は徳間書店より全6巻）
- 〜QPトム&ジェリー外伝〜月に手をのばせ（原作：髙橋ヒロシ、秋田書店『月刊少年チャンピオン』2014年3月6日（4月号） - 2017年7月6日（8月号[12]）、全9巻）
- 頂き！成り上がり飯（徳間書店『月刊COMICリュウ』2016年1月19日（2016年3月号[13]） - 2018年6月19日（2018年8月号[14]）→『COMICリュウWEB』2018年7月25日[15] - 11月25日、全7巻）
- 同棲ヤンキー赤松セブン（原作：SHOOWA、秋田書店『カチCOMI』2018年4月5日（vol.9） - 2018年12月5日[注釈 2]（vol.37）、全3巻）
- アシスタントアサシン（DeNA『マンガボックス』2018年8月5日[16] - 2020年8月1日、全6巻）
- 家庭教師の岸騎士です（秋田書店『日刊月チャン』2019年6月4日 - 2020年2月21日、全1巻）
- 異世界ヤンキー八王子（双葉社『月刊アクション』2019年12月25日（2020年2月号[17]） - 2021年1月25日（2021年3月号[18]）[注釈 3]、全3巻）
- 入浴ヤンキース（双葉社『Webアクション』2020年4月3日[19] - 2021年9月3日、全3巻）
- 2gether（原作：ジッティレイン、ワニブックス『ニュースクランチ』他ウェブ配信 2020年11月[20] - 、全4巻） - コミカライズを担当。電子版は書籍より先行で配信[21]。
- スロウ・ダメージ Clean dishes -leveret-（原案：Nitro+CHiRAL、秋田書店『カチCOMI』vol.39[22] - vol.41、全1巻） - コミカライズ[22]
- ババンババンバンバンパイア（『別冊少年チャンピオン』2021年11月号[23] - 連載中、既刊11巻）
- だるい野球部はサボりたい〜背番号よりオフをくれ！〜（原作：松井尚斗（あめんぼぷらす）、『コミックアルナ』2022年8月号（創刊号[24]） - 2024年6月号[25]、全4巻）
- ヴィランの学校（新潮社『くらげバンチ』2023年11月10日[26] - 2024年11月29日[27]、全3巻）
- 大盛り！成り上がり飯（新潮社『くらげバンチ』2025年5月30日[28] - 連載中） - 『頂き！成り上がり飯』の続編[28]。

### 読み切り
- ローンウルフ（秋田書店『週刊少年チャンピオン』2019年5月30日（26号）[29]）
- サブと兄貴のデッドオアアライブ（小学館『ビッグコミックスピリッツ』2024年31号[30]）

## 活動
2021年7月31日、『2gether』の書籍版単行本第1巻の発売を記念し、鶴谷香央理とともに「マンガのハナシ」のYouTubeチャンネルにて配信イベントを開催。

## 師匠
- 猿渡哲也